# 신나가타역
신나가타역(일본어: 新長田駅)은 일본 효고현 고베시 나가타구에 있는 철도역이다.

## 역 구조

### 서일본 여객철도
내측선에 2면 2선의 승강장을 가진 고가역이다.

#### 승강장
| 번선 | 노선       | 방향 | 행선                                 |
| ---- | ---------- | ---- | ------------------------------------ |
| 1    | JR 고베 선 | 하행 | 니시아카시·가코가와·히메지 방면      |
| 2    | JR 고베 선 | 상행 | 고베·산노미야·아마가사키·오사카 방면 |

### 고베 시 교통국(세이신·야마테 선 및 가이간 선)
세이신 선과 야마테 선, 가이간 선의 3개 노선이 접속하는 역이다. 다만 세이신 선과 야마테 선은 항상 직통 운전하기 때문에 안내 상으로는 "세이신·야마테 선"으로 일체화되어 있기 때문에 운행 계통 상으로는 2개 노선이다.
세이신·야마테 선과 가이간 선 간에 환승하는 경우 개찰구를 나오지 않고 연락 통로를 경우하는 방법과 개찰구를 나온 다음 다시 개찰하여 재입장하는 방법이 있다.
세이신·야마테 선 역의 개찰구 바깥에 고베 시 교통국의 정기권 판매기가 설치되어 있다.

#### 세이신・야마테 선
역의 상징은 비둘기이다.
세이신 선과 야마테 선의 분기역이지만 운전 상으로는 직통 운전이 이루어지고 있기 때문에 엄밀히는 중간역이다. 비상시에는 이 역에서 회차하는 운전이 가능하도록 회차선이 설치되어 있다. 최근의 예로 1995년의 한신·아와지 대지진 직후에 복구 시까지 활용된 바가 있다.
지하 1층에 대합실, 개찰구가 있으며, 지하 2층에 승강장이 있는 지하역이다. 지하 2층의 승강장은 섬식 승강장으로 1면 2선이다. 지하 2층의 승강장 서쪽 끝에는 가이간 선으로의 환승 통로가 있다.
운전 관계 상 열차가 출발할 시 발차 예고 부저가 울린다.
2020년 12월부터 2021년 1월까지 '신나가타역 리뉴얼 디자인 총선거'로 3가지 안을 지하철 차내와 역 구내에서 제시하여 투표를 실시했다[21]. 투표 결과, '녹색과 빛'이라는 제목의 디자인이 선정되어 개보수 공사에 착수하게 되었다.
이번 개보수 공사로 인해 2022년 8월부터 2023년 3월경까지 역 동쪽 출입구 지붕을 교체하기 위해 역 동쪽 출입구와 개찰구 동쪽 통로가 폐쇄된다. 콩코스, 지하 2층 승강장, JR 신나가타역과의 연결 부분 등도 내부 인테리어가 변경된다. 대규모 개수공사의 전체 공사 종료는 2024년 3월 15일로 예정되어 있다.
| 번선 | 노선               | 방향 | 행선                          |
| ---- | ------------------ | ---- | ----------------------------- |
| 1    | 세이신 · 야마테 선 | 상행 | 산노미야·신코베·다니가미 방면 |
| 2    | 세이신 · 야마테 선 | 하행 | 묘다니·세이신추오 방면        |

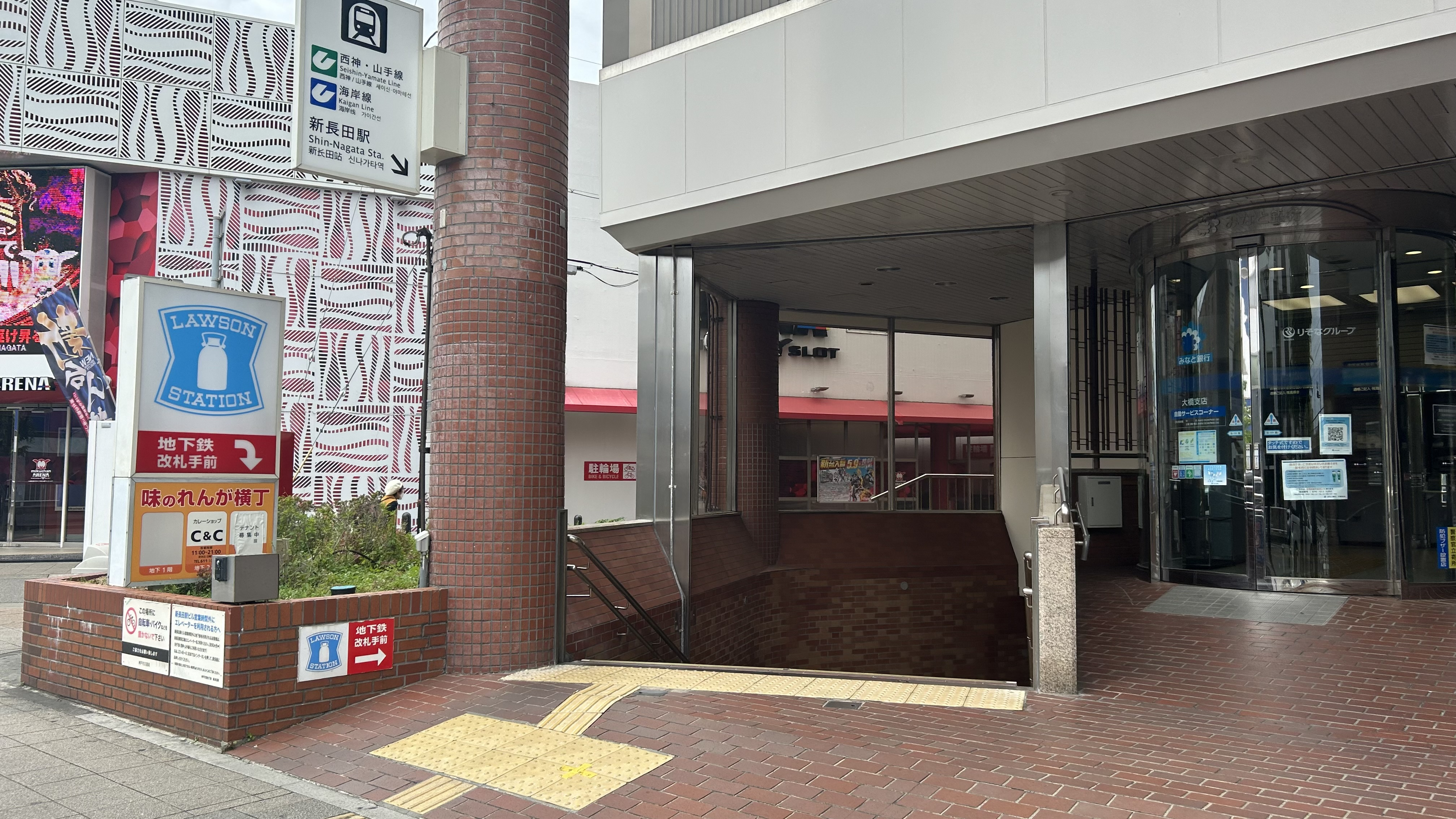
서쪽 출구
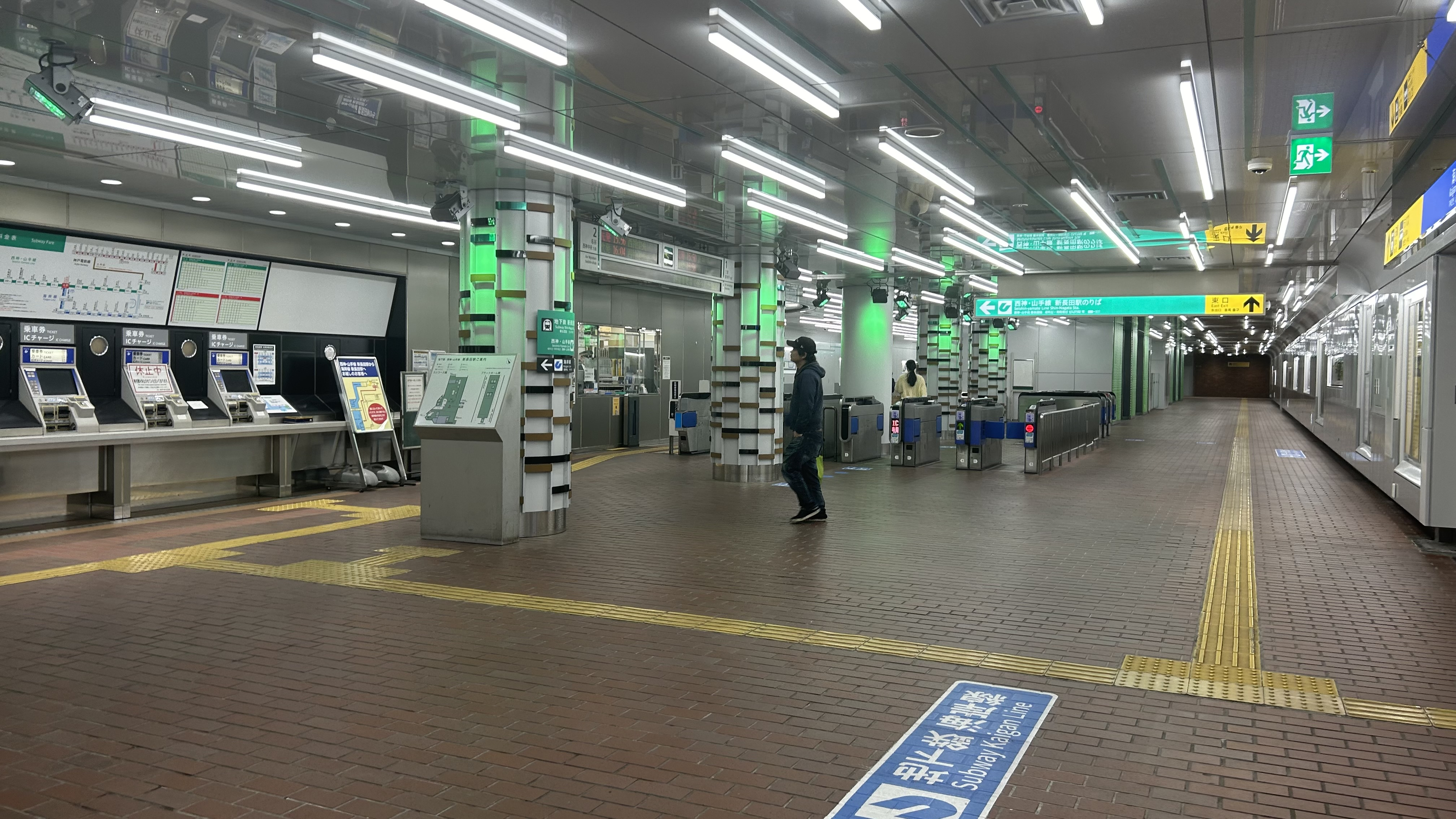
세이신·야마테 선 개찰구
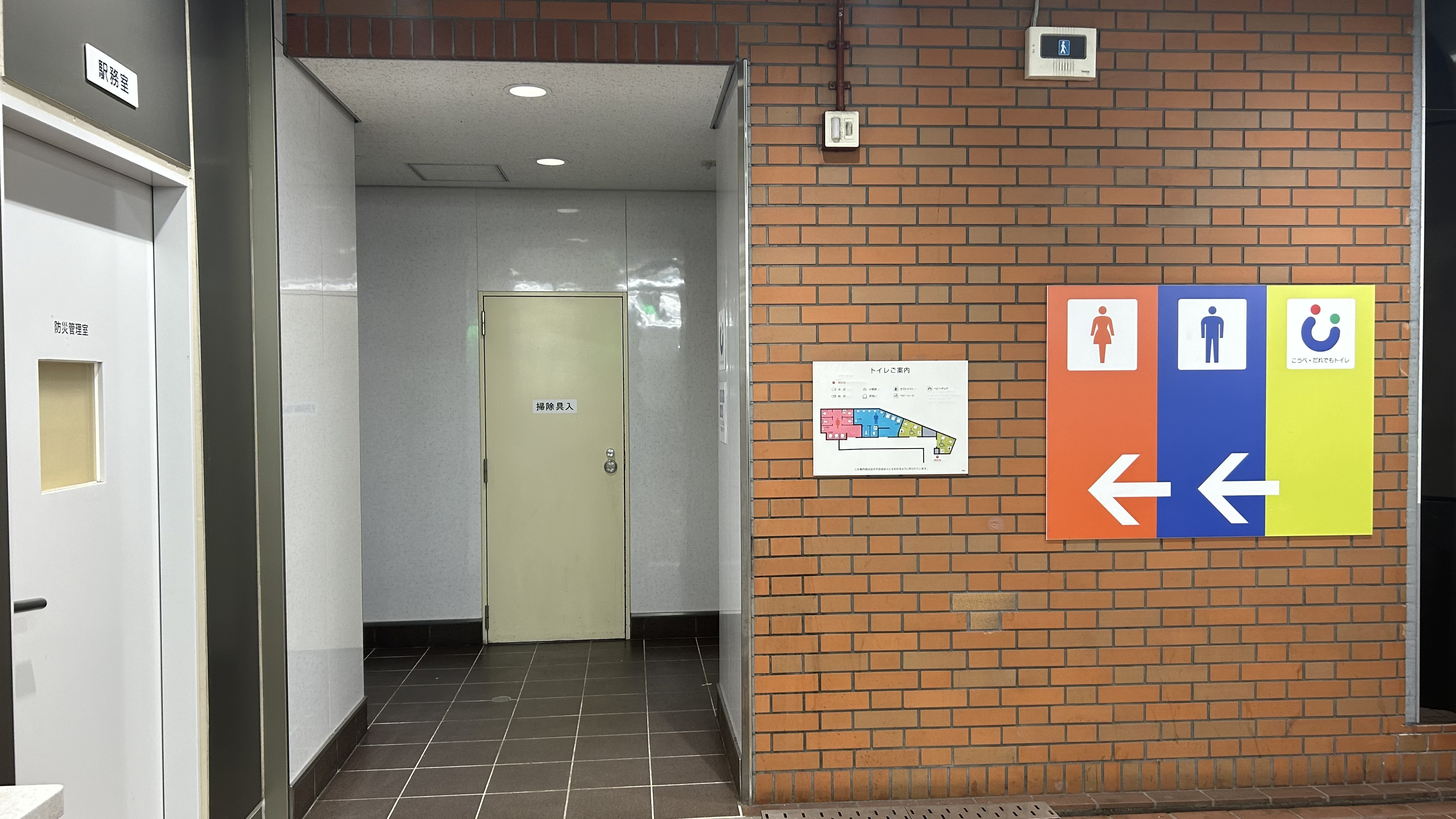
세이신·야마테 선화장실
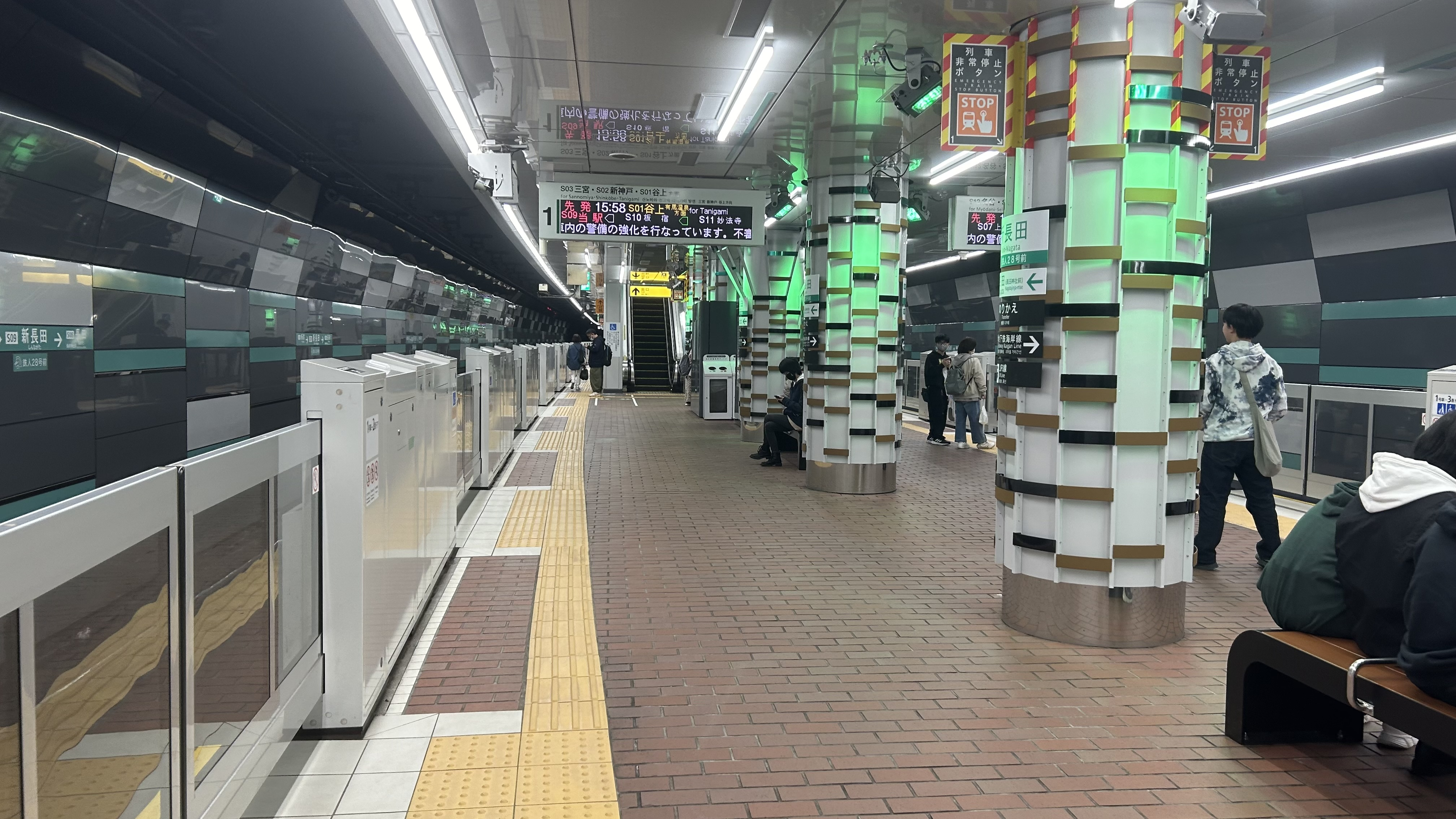
세이신·야마테 선 승강장

#### 가이간 선
지하 1층에 대합실, 개찰구가 있으며 지하 2층에 승강장이 있는 지하역이다. 지하 2층의 승강장은 섬식 1면 2선이다. 지하 1층의 개찰구에 세이신·야마테 선과의 연락통로가 있다.
승강장 벽면은 옅은 푸른색 바탕에 노란색 물결무늬를 넣어 해안선의 시발역이라는 점과 앞으로 재생하려는 도시가 내면에 품고 있는 꿈틀거리는 에너지를 표현했다. 또한, 콩코스는 밝고 전망이 좋고 변화가 풍부한 공간이 될 수 있도록 밝은 색상의 마감재를 많이 사용하여 주변 상업지의 화려함을 표현했다. 한편, 개찰구 밖 콩코스 통로와 JR역 앞 광장으로 향하는 경사로 사이의 벽면 일부에는 채광을 겸한 작은 쇼케이스를 배치해 전시를 할 수 있는 공간을 마련했다.
야간 체류 설정이 있다.
| 번선 | 노선      | 행선                                                                 |
| ---- | --------- | -------------------------------------------------------------------- |
| 1・2 | 가이간 선 | 와다미사키·하버랜드·큐쿄류치다이마루마에·산노미야하나도케이마에 방면 |

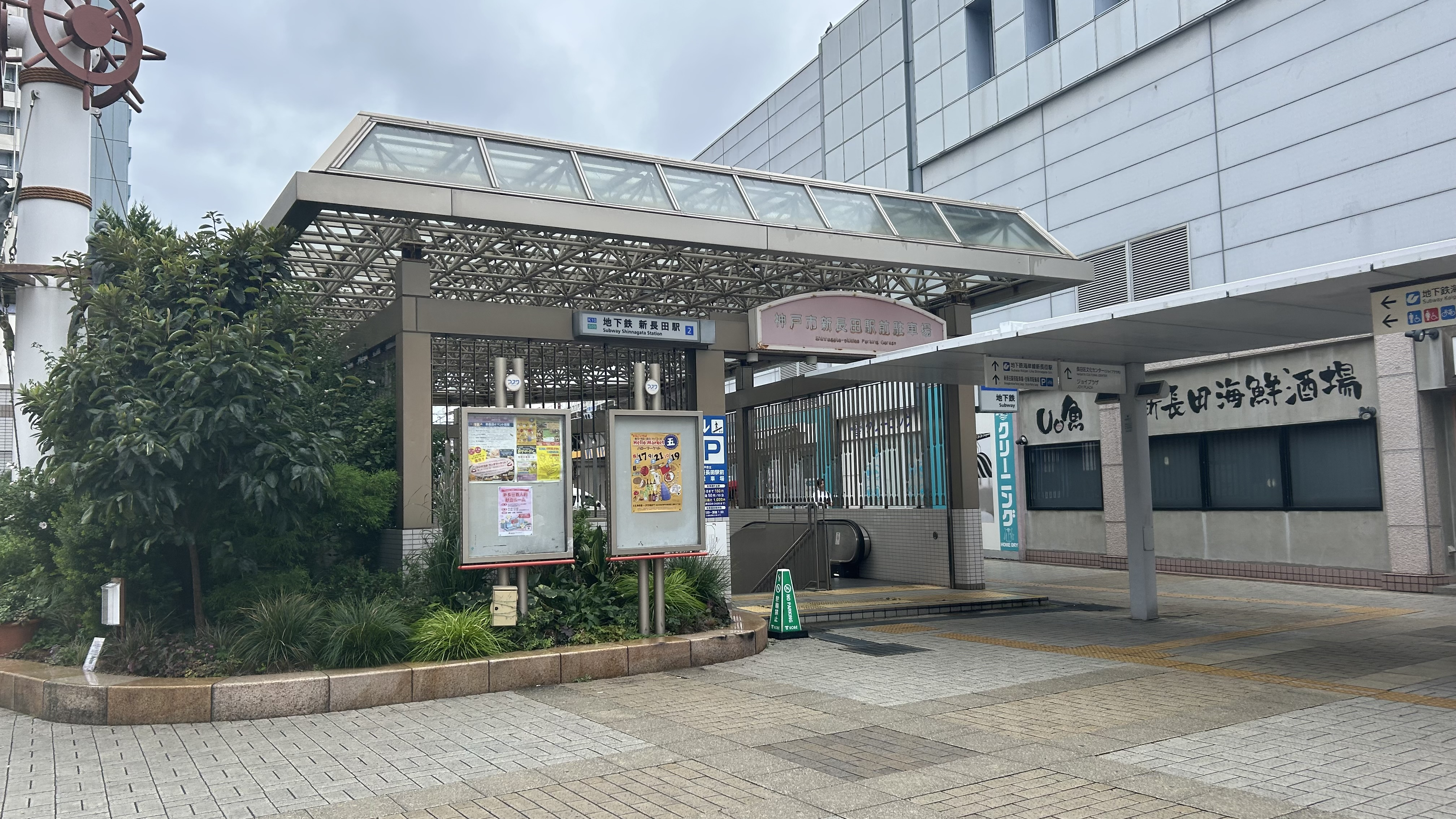
2번 출구
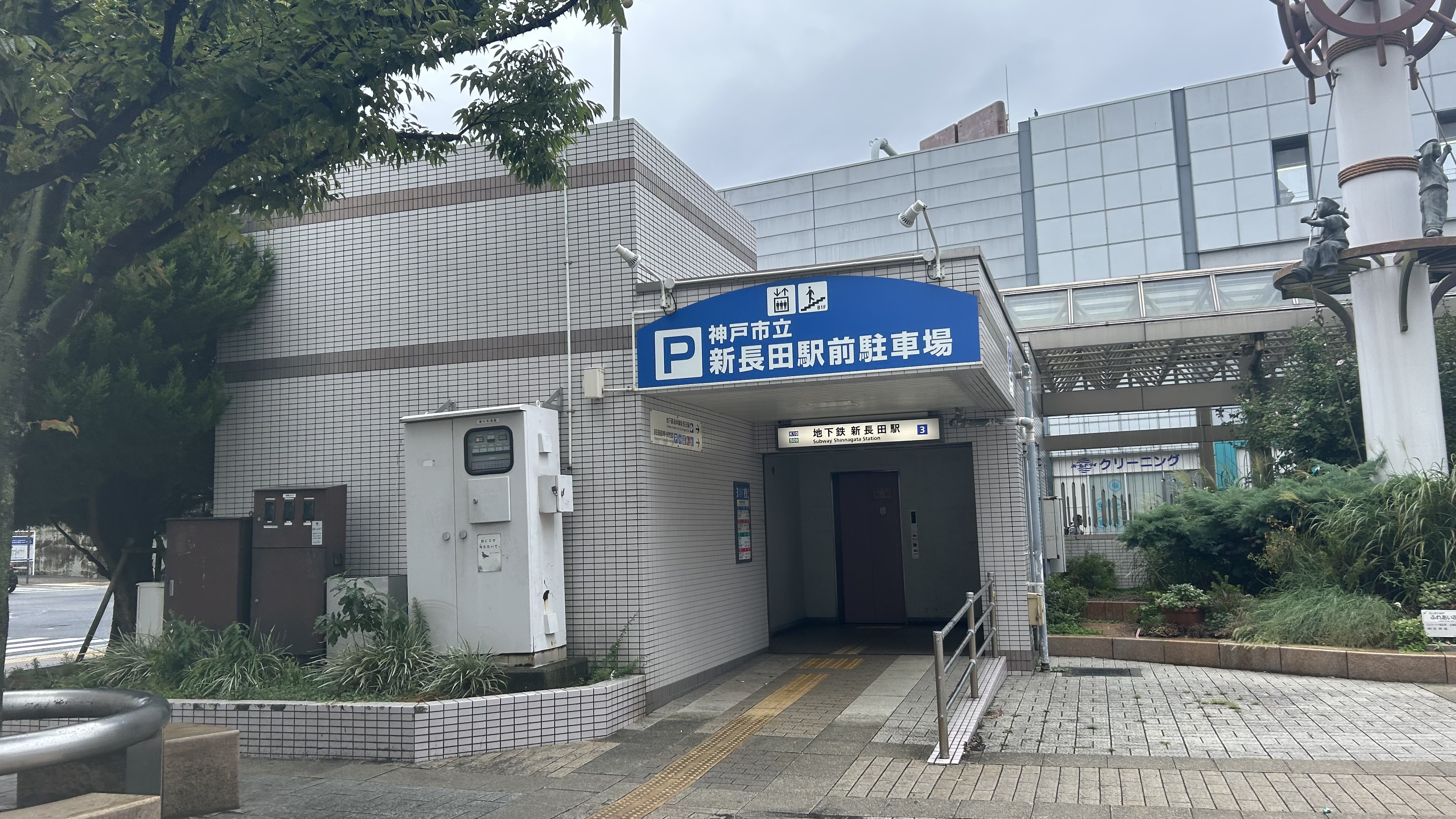
3번 출구
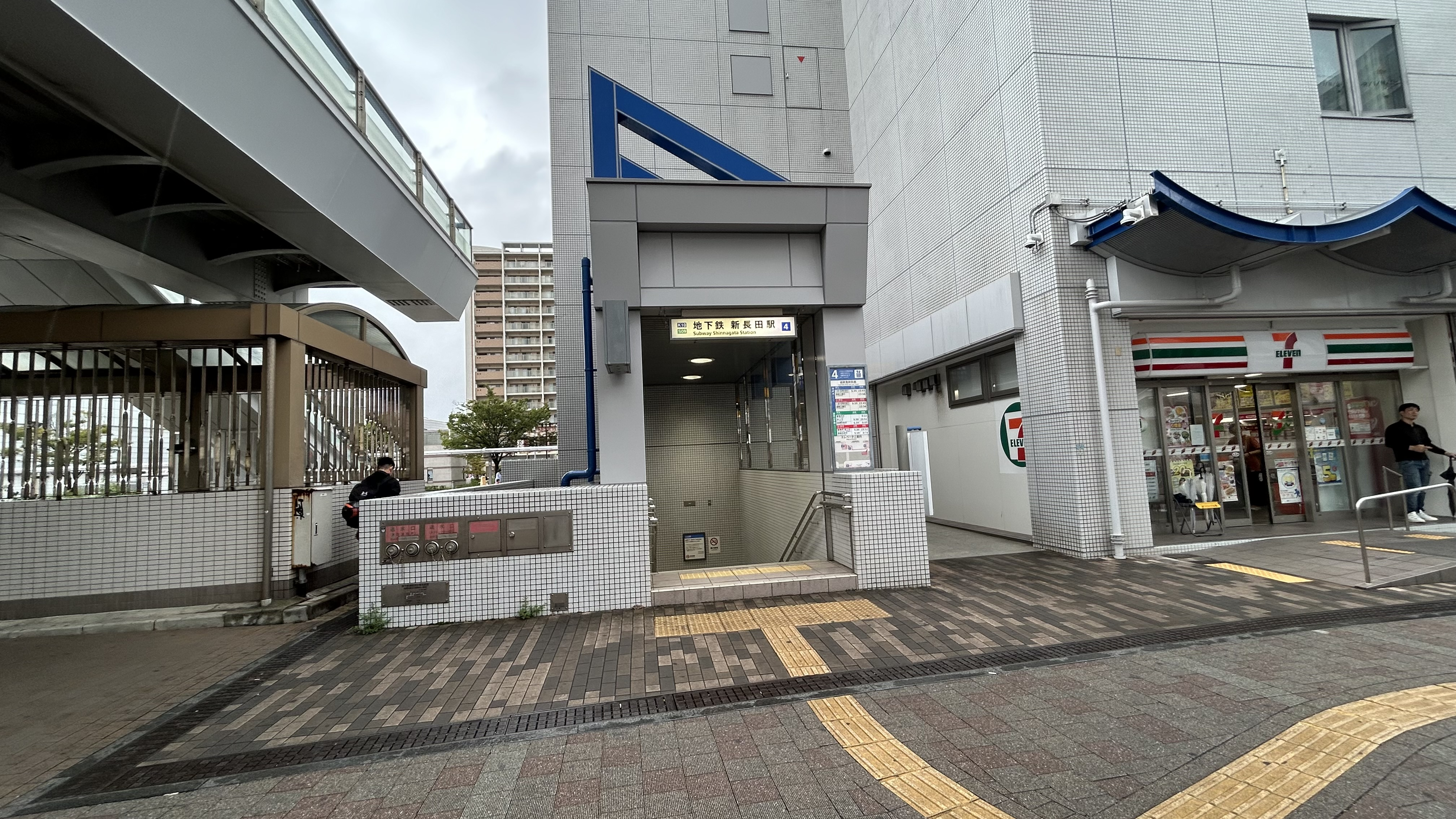
4번 출구
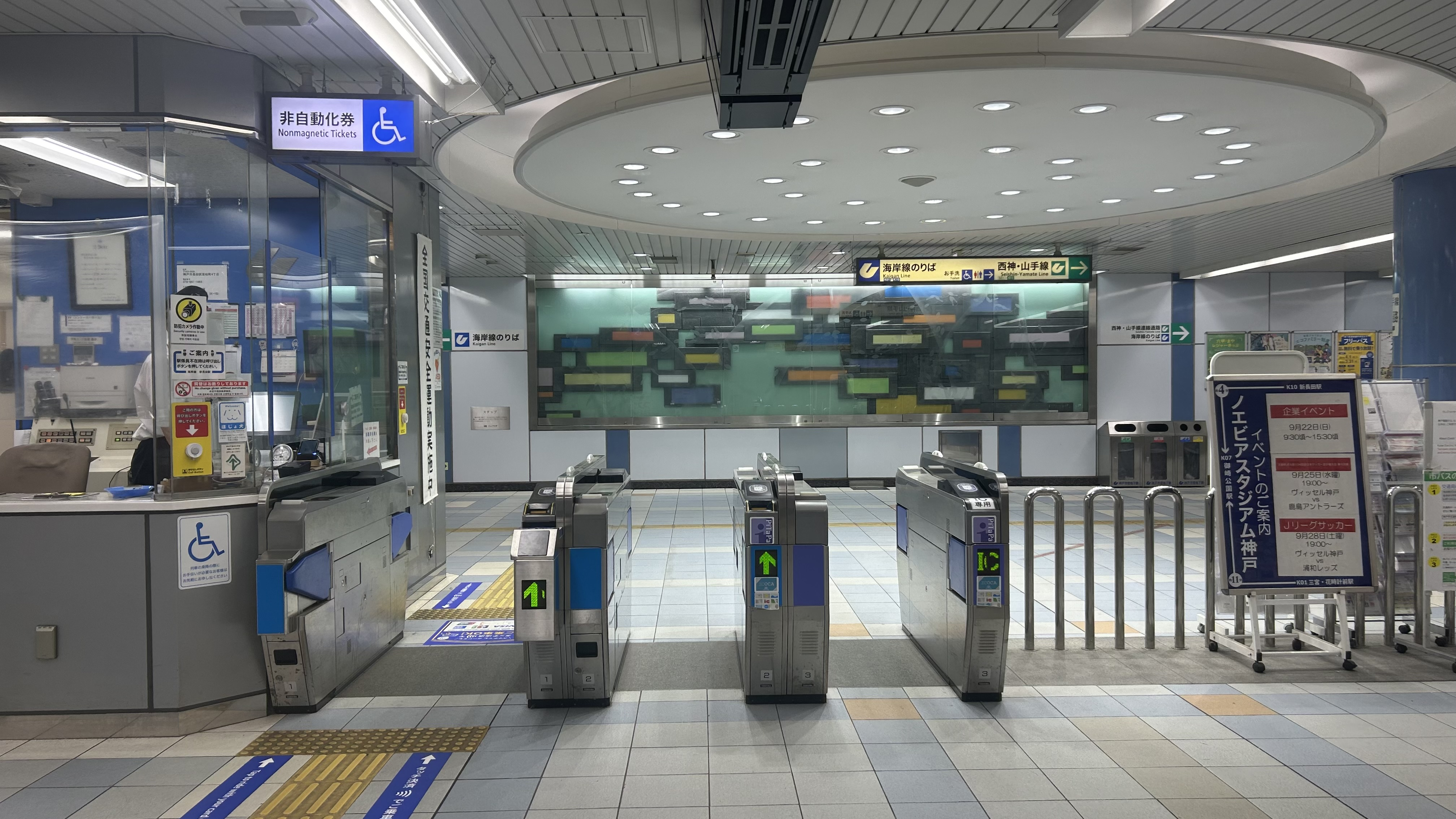
가이간 선 개찰구
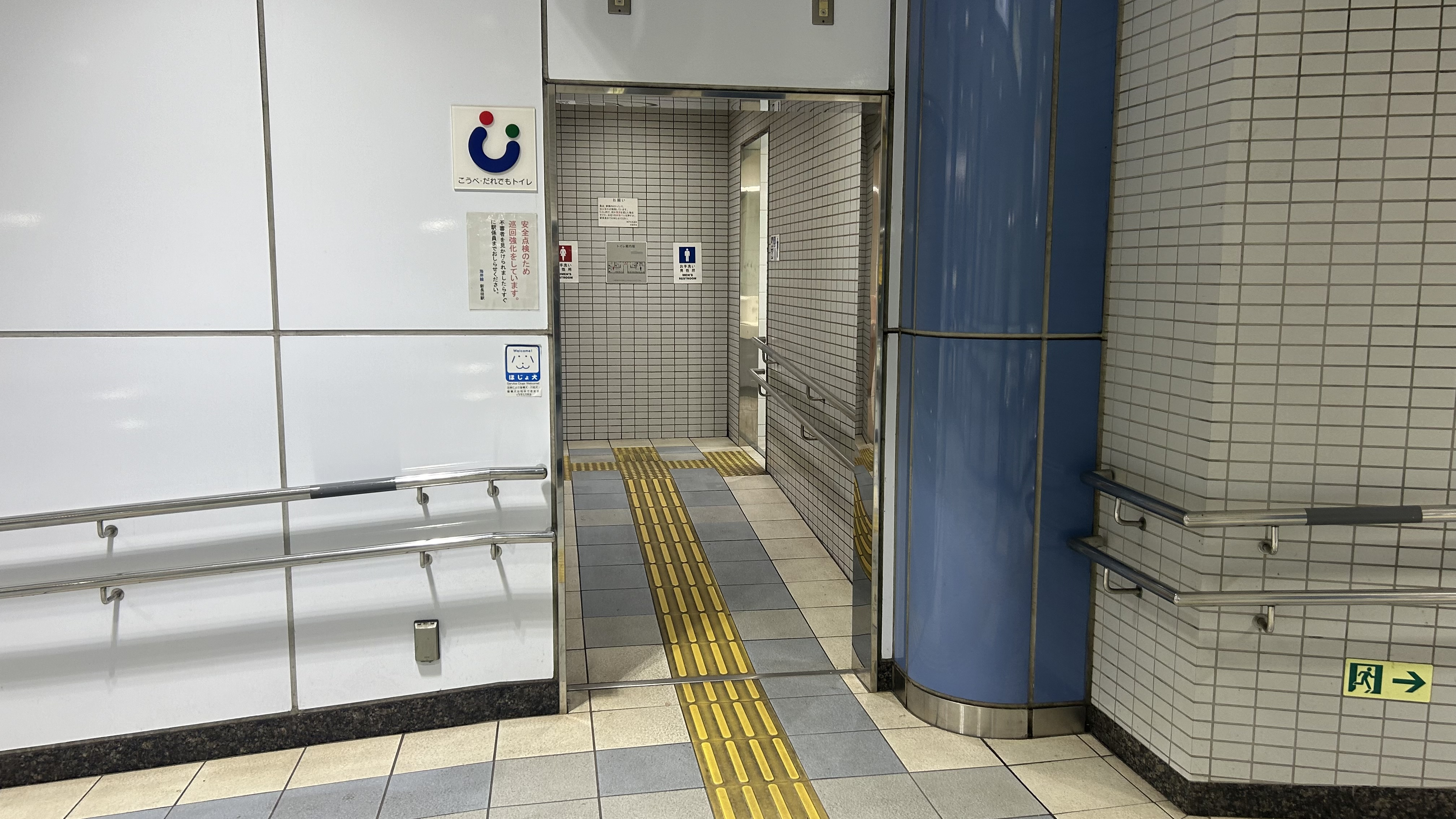
가이간 선 화장실
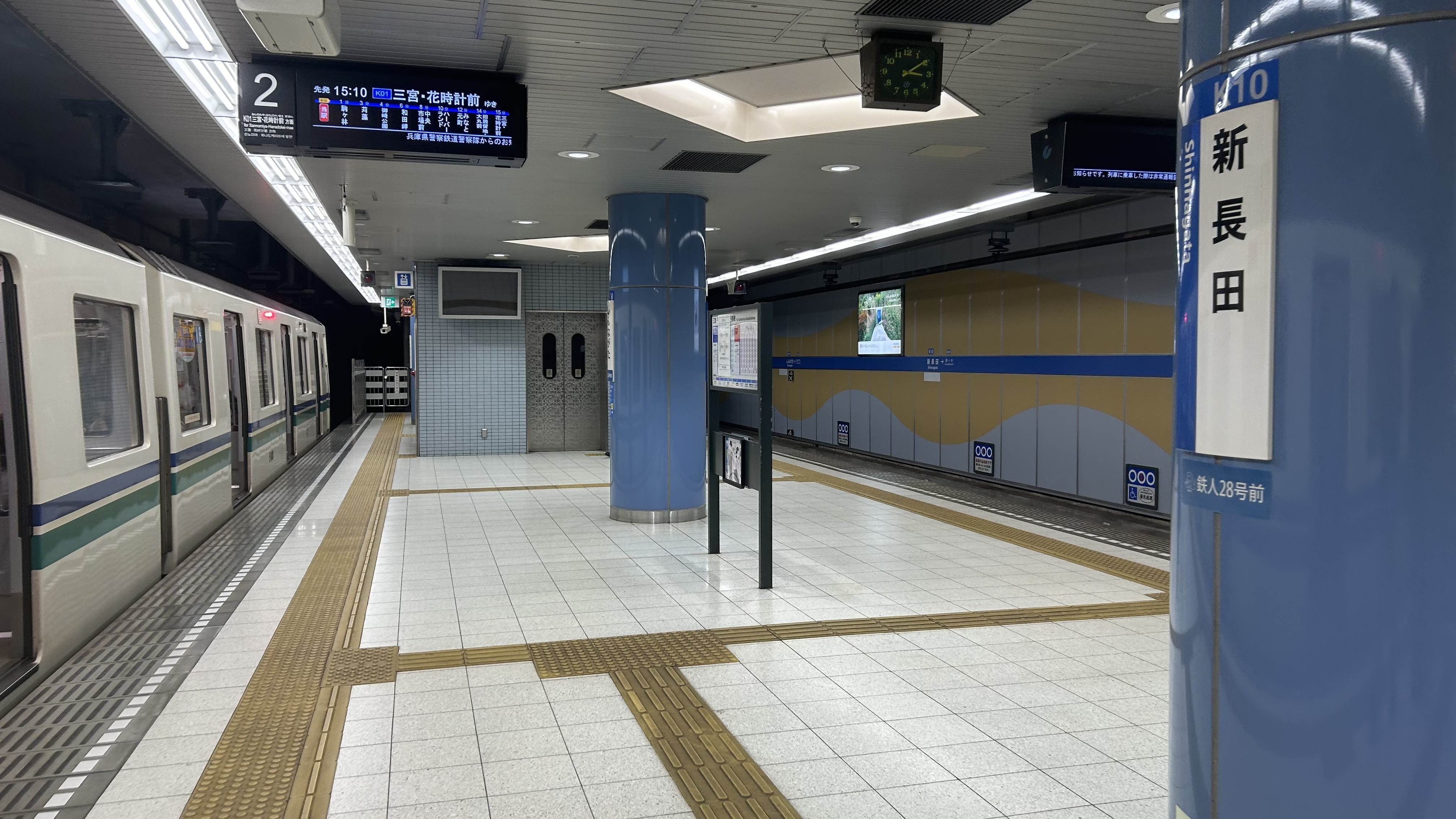
가이간 선 승강장

## 이용 현황

### 서일본 여객철도
JR서일본에 따르면 2015년도의 1일 평균 승차 인원은 21,851명이며 JR서일본 역에서 48위이다.
1일 승차 인원은 아래 표에 명시되어 있다.
| 연도   | 1일 평균 승차 인원 |
| ------ | ------------------ |
| 1999년 | 21,794             |
| 2000년 | 21,858             |
| 2001년 | 20,933             |
| 2002년 | 20,166             |
| 2003년 | 20,238             |
| 2004년 | 20,474             |
| 2005년 | 20,586             |
| 2006년 | 20,544             |
| 2007년 | 20,647             |
| 2008년 | 21,114             |
| 2009년 | 21,028             |
| 2010년 | 21,027             |
| 2011년 | 21,064             |
| 2012년 | 21,122             |
| 2013년 | 21,421             |
| 2014년 | 21,401             |
| 2015년 | 21,851             |

### 고베 시 교통국
"고베 시 통계서" 및 "효고 현 통계서"에 따르면 연간 승차 인원은 다음과 같다.

#### 고베 시 교통국 지하철 (세이신·야마테 선)
| 연도   | 연간 승차 인원 | 역 내 정기 이용자 | 1일 평균 승차 인원 |
| ------ | -------------- | ----------------- | ------------------ |
| 1999년 | 5,283          | 3,181             |                    |
| 2000년 | 5,126          | 3,100             | 14,276             |
| 2001년 | 7,965          | 4,055             | 21,822             |
| 2002년 | 7,323          | 3,896             | 20,064             |
| 2003년 | 7,407          | 3,997             | 20,238             |
| 2004년 | 7,097          | 3,822             | 19,445             |
| 2005년 | 7,216          | 3,945             | 19,770             |
| 2006년 | 7,207          | 3,921             | 19,745             |
| 2007년 | 7,217          | 3,885             | 19,718             |
| 2008년 | 7,391          | 4,013             | 20,249             |
| 2009년 | 7,284          | 4,035             | 19,956             |
| 2010년 | 7,271          | 4,083             | 19,921             |
| 2011년 |                |                   | 19,669             |
| 2012년 |                |                   | 19,547             |
| 2013년 |                |                   | 20,208             |
| 2014년 |                |                   | 20,508             |

#### 고베 시 교통국 지하철 (가이간 선)
| 연도   | 연간 승차 인원 | 역 내 정기 이용자 | 1일 평균 승차 인원 |
| ------ | -------------- | ----------------- | ------------------ |
| 2001년 | 1,986          | 975               | 7,410              |
| 2002년 | 3,307          | 1,998             | 9,059              |
| 2003년 | 3,194          | 1,861             | 8,728              |
| 2004년 | 3,143          | 1,824             | 8,610              |
| 2005년 | 3,094          | 1,796             | 8,478              |
| 2006년 | 3,077          | 1,741             | 8,429              |
| 2007년 | 3,065          | 1,719             | 8,373              |
| 2008년 | 3,229          | 1,816             | 8,847              |
| 2009년 | 3,406          | 1,941             | 9,331              |
| 2010년 | 3,393          | 2,002             | 9,297              |
| 2011년 |                |                   | 9,056              |
| 2012년 |                |                   | 8,912              |
| 2013년 |                |                   | 9,124              |
| 2014년 |                |                   | 9,122              |

## 역 주변
- 신나가타 역 빌딩
- 피후레 신나가타
- 아스타 나라다
- 신나가타 지하철 빌딩
- 고베 시립 고마가바야시 중학교
- 신나가타 도서관
- 나가타 우체국
- 와카마쓰 공원 (철인 28호의 상)
- 국도 제2호선
- 한신 고속도로
- 산요 전기철도 본선・한신 고베 고속선 니시다이역
- 신나가타 1번가
- 다이쇼지 상점가
- 혼마치스지 상점가

## 역사
- 1954년 4월 1일: 산요 본선 철도역이 영업 개시.
- 1977년 3월 13일: 세이신 선 철도역이 영업 개시.
- 1987년 4월 1일: 국철 분할 민영화로 서일본 여객철도(JR 서일본)의 역이 됨.
- 1988년 3월 13일: 노선 애칭의 제정으로 "JR 고베 선"의 애칭 사용 개시.
- 1995년 1월 17일: 한신·아와지 대지진으로 큰 피해를 당하여 영업 휴지. 3월 16일에 복귀.
- 1996년 4월 3일: 신역사 영업 개시. 엘리베이터와 에스컬레이터 사용 개시.
- 1997년 2월 16일: JR 고베 선 표준 접근 멜로디인 "물결"을 도입함.
- 2001년 7월 7일: 가이간 선 철도역이 영업 개시.
- 2002년 7월 29일: JR 교토·고베 선 운행 관리 시스템 도입.
- 2003년 11월 1일: IC카드 ICOCA 사용 개시.
- 2007년 3월 18일: 역 자동 방송을 갱신함.
- 2010년 7월 7일: 철인 28호의 기념물이 역전에 있는 것을 연유하여, 철인 28호 앞의 부역명이 병기하게 됨.

## 사진

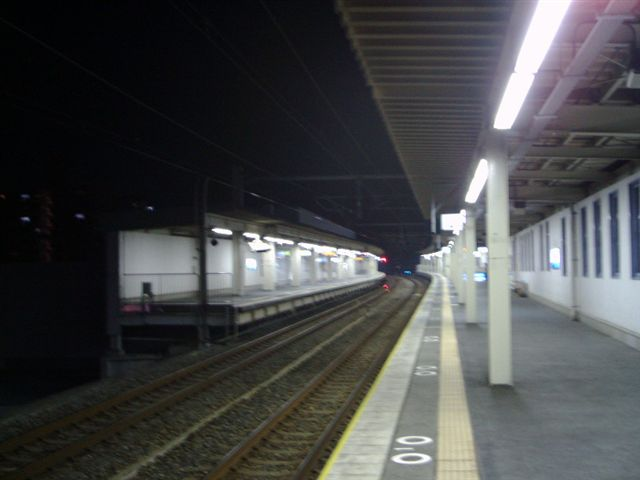
산요 본선 승강장 모습(밤)

## 버스 노선
모두 고베 시 교통국에 의하여 운행되고 있다.
- <5> 와카쿠사초 행・묘호지역 방면
- <10> 이타야도 역・다카토리역 경유・스마 수족원 / 와카미야초 경유・스마 수족원
- <13> 이타야도 역・다카토리 단지 효고역 행
- <17> 후타바초 행
- <80> 다카오다이 행
- <81> 스마 수족원 경유 스마이치노타니 방면 행 / 스마이치노타니 방면 행
- <95> 마쓰바라・신카이치 경유・고베역 행
- <96> 니시다이・시치노미야초 경유・고베역 행

## 인접역
| 서일본 여객철도 산요 본선                     | 서일본 여객철도 산요 본선 | 서일본 여객철도 산요 본선     |
| --------------------------------------------- | ------------------------- | ----------------------------- |
| 효고 교토 방면                                | ■ JR 고베 선 보통         | 다카토리 니시아카시 방면      |
| 고베 시 교통국 ■ 세이신 · 야마테 선           |                           |                               |
| S 08 나가타 다니가미 방면                     |                           | 이타야도 S 10 세이신추오 방면 |
| 고베 시 교통국 ■ 가이간 선                    |                           |                               |
| K 09 고마가바야시 산노미야하나도케이마에 방면 |                           | 시·종착역                     |